# 602 하나호 침몰 사고
602 하나호 침몰 사고는 1990년 3월 1일, 속초 선적의 100t급 채끌이 어선인 602 하나호가 제주도 남서쪽 해상에서 풍랑으로 인해 침몰한 사고이다. 승선한 22명 중 21명이 구조되었는데, 선원들을 살리려 배에 남았다가 희생된 선장이 화제가 되었다.

## 사고 경위

### 602 하나호 선장
선장인 유정충(劉禎忠)은 1946년 함경남도 북청 출신으로 한국 전쟁 중 부모를 따라 월남하여 부산에서 학교를 졸업, 선원이 되었고, 35살에 선장이 되었다. 하나호 선장이 된 것은 1988년부터였다. ‘타고난 뱃사람’으로서 선원들의 존경을 받아왔으며, 후배들에게는 기술 교육을 시켰다. 아들도 해양대학에 입학시켰다.

### 침몰
오징어잡이 어선인 602 하나호는 1990년 2월 26일 기장군 대변항을 출발하였다. 3월 1일 13시 51분 경, 4m가 넘는 풍랑으로 인해 기관실이 침수되어 배가 침몰할 위기에 처하자 선장인 유정충(劉禎忠)은 나머지 선원들에게 구명동의를 입히고 퇴선을 지시했다.
유 선장은 선원들이 구명정에 탄 후에도 조타실에 남아 2시간가량 구조신호를 보내다가 배와 함께 침몰했다. 선원들은 약 12시간 후 조난 신호를 수신하고 온 다른 선박들에 의해 구조되었다. 사고 해역은 육지에서 멀리 떨어진 망망대해였기 때문에 만일 유 선장도 같이 퇴선했다면 표류하다가 많은 사망자가 나올 수도 있었던 상황이었다.

## 사고 수습 및 수색
제주도 모슬포무선국으로 구조신호가 타전되어 구조선단이 편성되었고, 파도 속에서 3월 2일 2시경 사고 현장에 도착, 침몰하는 하나호를 발견하였고, 2시 20분경에는 표류하던 선원 21명이 구조되었고, 선장은 배와 함께 가라앉았다. 선원들이 귀항을 미루고 사고 해역을 수색하였으나 시신은 수습하지 못하였다.

## 사회적 반향
언론은 그의 죽음을 의로운 희생으로 평가하였다.
사고로부터 8일 뒤인 3월 9일에 대한민국 최초의 전국어민장으로 장례식이 치러졌으며 국민훈장 목련장이 추서되었다.
1991년 1월 9일에는 유 선장의 동상이 선적지인 속초에 건립되었다.